# Lipno (obwód wołyński)
Lipno (ukr. Липне) – wieś na Ukrainie w rejonie łuckim obwodu wołyńskiego.
Do 2020 w rejonie kiwereckim. 